# Magyarszentpál község
Magyarszentpál község (románul: Comuna Sânpaul) község Kolozs megyében, Romániában. Központja Magyarszentpál, beosztott falvai Magyarsárd, Nádasberend, Nádasszentmihály, Pusztatopa, Szomordok. 2009 óta a Kolozsvár metropolisztérség része.

## Fekvése
A Kolozsvárt Zilahhal összekötő DN1F főút mellett, a Kolozsvár–Nagyvárad vasútvonaltól 4 kilométerre helyezkedik el Kolozsvártól 20 kilométer távolságra.

## Népessége
1850-től a népesség alábbiak szerint alakult:
| Lakosok száma | 2784 | 2930 | 3546 | 3611 | 4343 | 3995 | 2693 | 2563 | 2382 | 2314 |
|               | 1850 | 1880 | 1900 | 1920 | 1941 | 1977 | 1992 | 2002 | 2011 | 2021 |

A 2011-es népszámlálás adatai alapján a község népessége 2382 fő volt, melynek 78,635-a román és 15,37%-a roma Vallási hovatartozás szempontjából a lakosság 85,89%-a ortodox, 4,91%-a pünkösdista, 1,13%-a baptista és 1,05%-a görög rítusú római katolikus.

## Nevezetességei
A község területéről az alábbi épületek szerepelnek a romániai műemlékek jegyzékében:
- a magyarsárdi református templom romjai (LMI-kódja CJ-II-m-B-07775)
- a magyarszentpáli Szent Mihály és Gábriel arkangyalok fatemplom (CJ-II-m-B-07756)
- a nádasberendi Mennybemenetel fatemplom (CJ-II-m-B-07530)
- a szomordoki Szent Mihály és Gábriel arkangyalok fatemplom (CJ-II-m-B-07773)

A sárdi rét (Kockáslililom-rét) megyei védettségű természetvédelmi terület.

## Híres emberek
- Pusztatopán született Ioan Alexandru (1941–2000) költő, publicista és esszéista.